# Believe/흐림 후, 쾌청
〈Believe/흐림 후, 쾌청〉(일본어: Believe/曇りのち、快晴 빌리브/쿠모리노치, 카이세이[*])은 아라시의 25번째 싱글이다.

## 개요
통상반, 초회한정판 1, 초회한정반 2 총 3가지 형태로 발매되었다.
〈Believe〉는 멤버 사쿠라이 쇼가 주연을 맡은 영화 《얏타맨》의 주제가이다.
〈흐림 후, 쾌청〉은 멤버 오노 사토시(矢野健太 starring Satoshi Ohno, 야노 겐타 starring Satoshi Ohno)의 솔로곡으로, 오노가 주연을 맡은 TV 아사히의 텔레비전 드라마 《노래 오빠》의 주제가이다.
오리콘 첫 주 판매량은 약 50.2만 장을 기록했다. 첫 주 판매량이 50만 장을 넘은 것은, 같은 자니즈 사무소에 소속한 캇툰의 데뷔 싱글인 《Real Face》이후 2년 11개월 만이며, 아리시로써는 데뷔 싱글인 《A·RA·SHI》이후인 9년 4개월 만이다.

## 수록곡

### 통상판
1. Believe
2. 구모리노치, 가이세이 (曇りのち、快晴, 흐린 후, 쾌청)
3. 토비라 (トビラ, 문)
4. Believe (오리지널 가라오케)
5. 구모리노치, 가이세이 (오리지널 가라오케)
6. 토비라 (오리지널 가라오케)

### 초회한정판 1
1. Believe
2. 구모리노치, 가이세이

DVD에는 〈Believe〉의 뮤직비디오가 들어있다.

### 초회한정판 2
1. 구모리노치, 가이세이
2. Believe

DVD에는 〈구모리노치, 가이세이〉의 뮤직비디오가 들어있다.

## 판매량

### 오리콘
| Chart                          | 순위 | 판매량    |
| ------------------------------ | ---- | --------- |
| 오리콘 일간 싱글 차트          | 1위  | 214,618장 |
| 오리콘 주간 싱글 차트          | 1위  | 501,988장 |
| 오리콘 월간 싱글 차트          | 1위  | 587,554장 |
| 오리콘 연간 싱글 차트 (상반기) | 1위  | 645,913장 |
| 오리콘 연간 싱글 차트 (2009년) | 1위  | 656,676장 |

### 일본 레코드 협회
- 더블 플래티넘 (500,000+)